# Zamach w Kairze (2016)
Zamach w kościele św. Piotra i Pawła w Kairze (2016) – akt terrorystyczny, który miał miejsce 11 grudnia 2016 w Kairze, na terenie kościoła św. Piotra i Pawła należącego do kompleksu koptyjskiej katedry św. Marka. Zamachowiec samobójca zdetonował ładunek wybuchowy w świątyni, w wyniku czego śmierć poniosło 29 osób a 47 zostało rannych.

## Przebieg zamachu
Do eksplozji bomby doszło ok. godziny 10:00 w czasie trwania nabożeństwa w koptyjskim kościele. W zamachu zginęło co najmniej 25 osób, a 49 osób odniosło obrażenia. Po tym zdarzeniu prezydent Abd al-Fattah as-Sisi ogłosił trzydniową żałobę narodową. W poniedziałek 12 grudnia prezydent ujawnił, że zamachu dokonał 22-letni terrorysta samobójca, Mahmoud Shafiq Mohammed Mustafa, który miał na sobie pas szahida. W związku z atakiem aresztowano trzech mężczyzn i kobietę, a poszukiwane są jeszcze dwie osoby. Do przeprowadzenia tego ataku przyznało się Państwo Islamskie.